# Lista das maiores aglomerações urbanas de língua espanhola

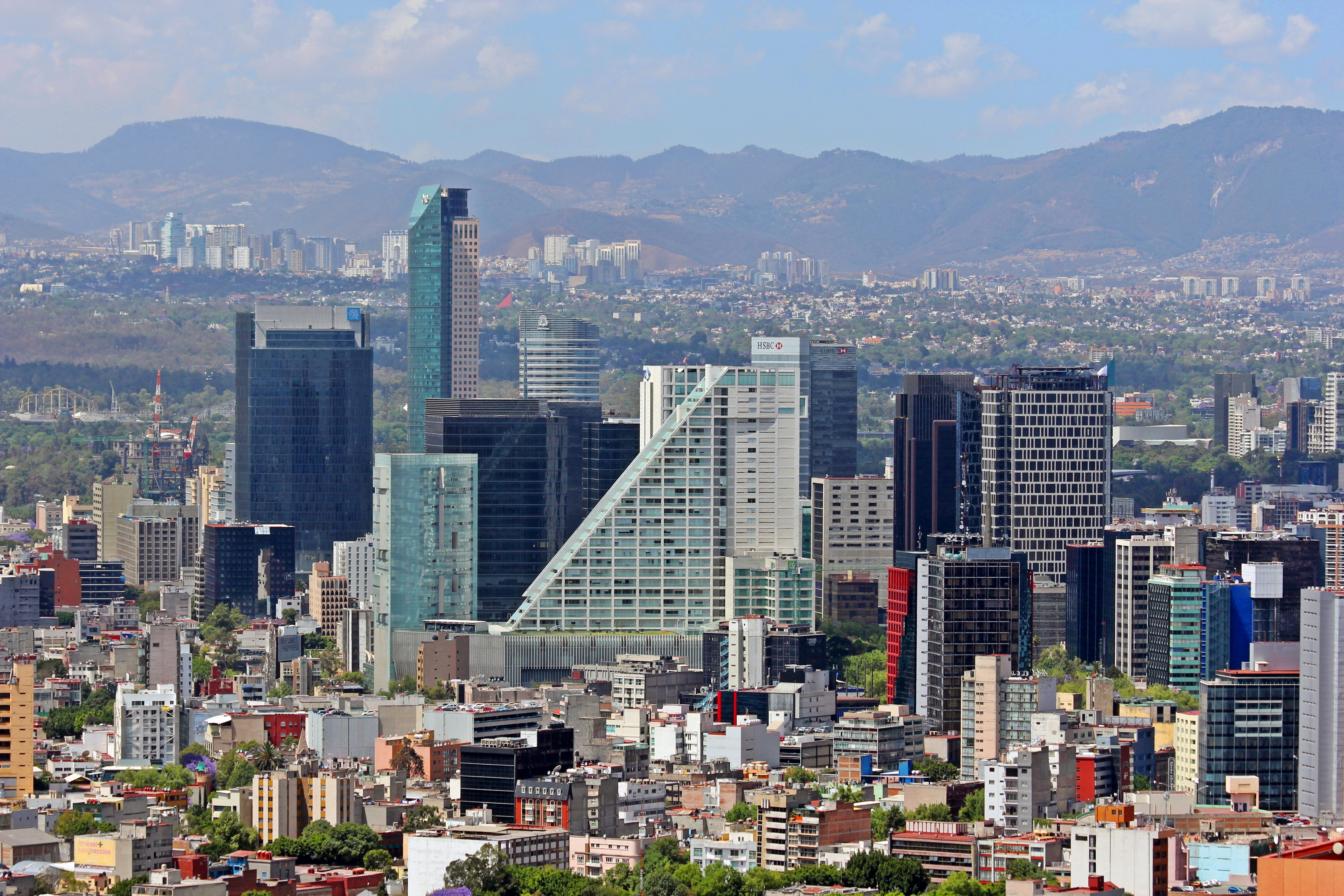
1. Cidade do México

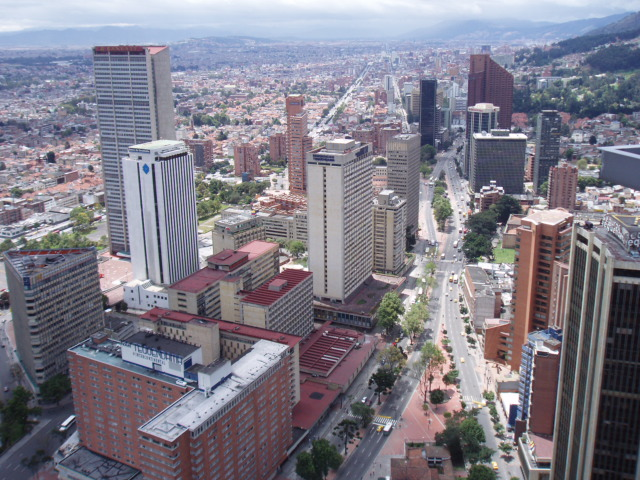
3. Bogotá

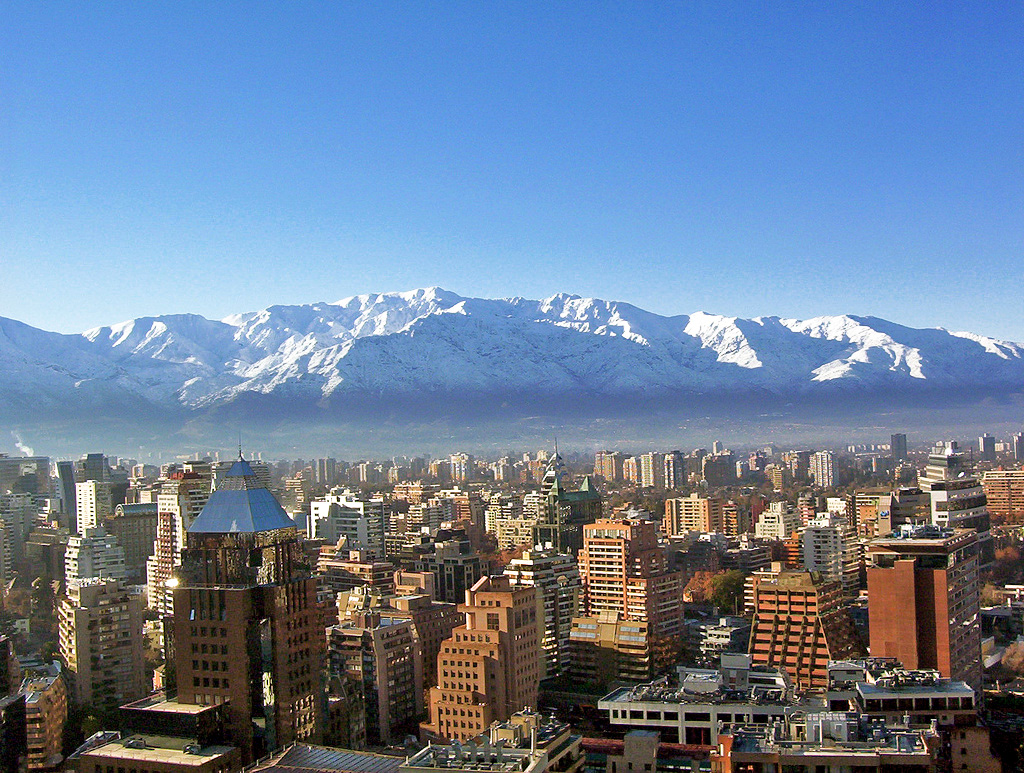
5. Santiago do Chile

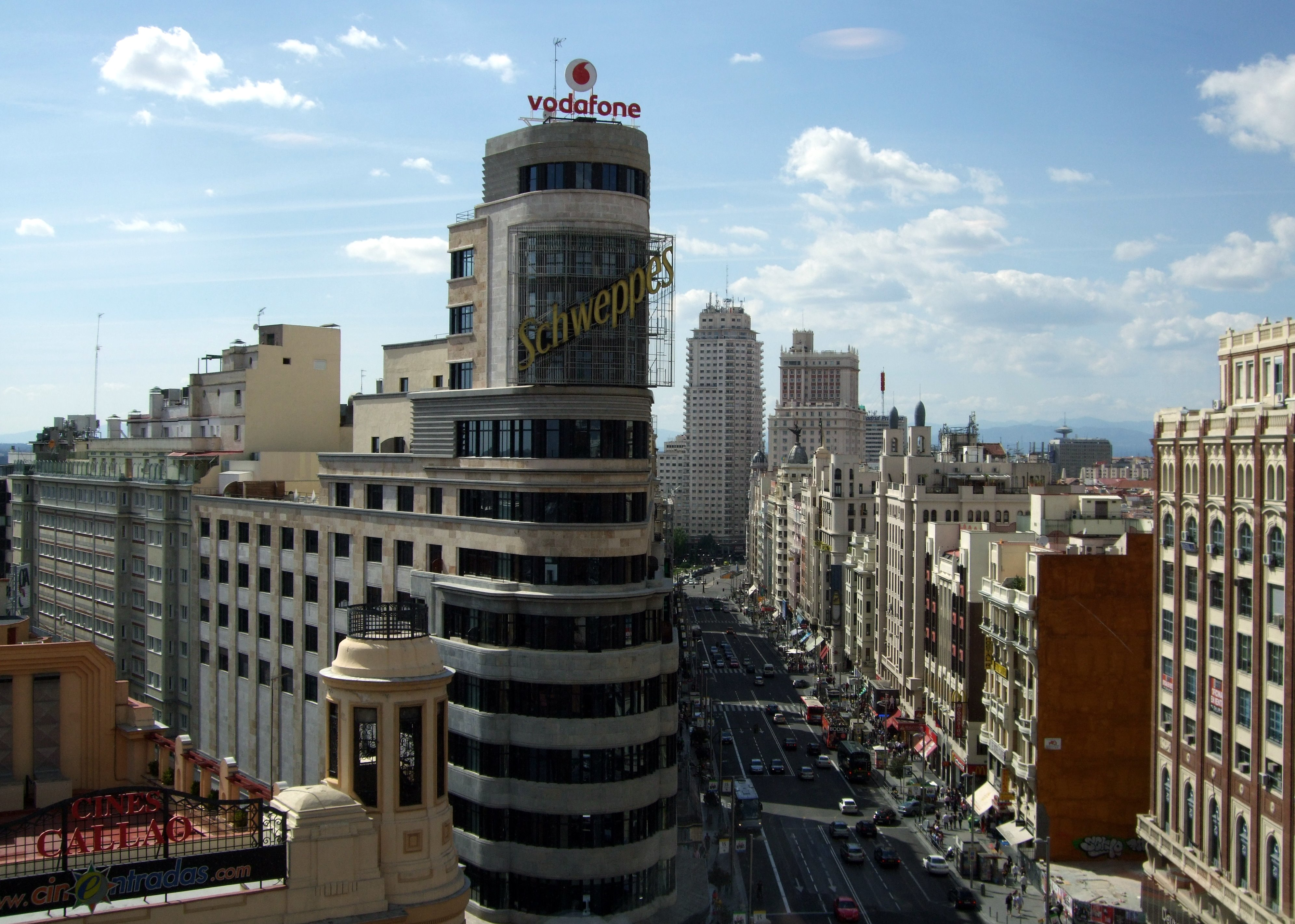
6. Madrid

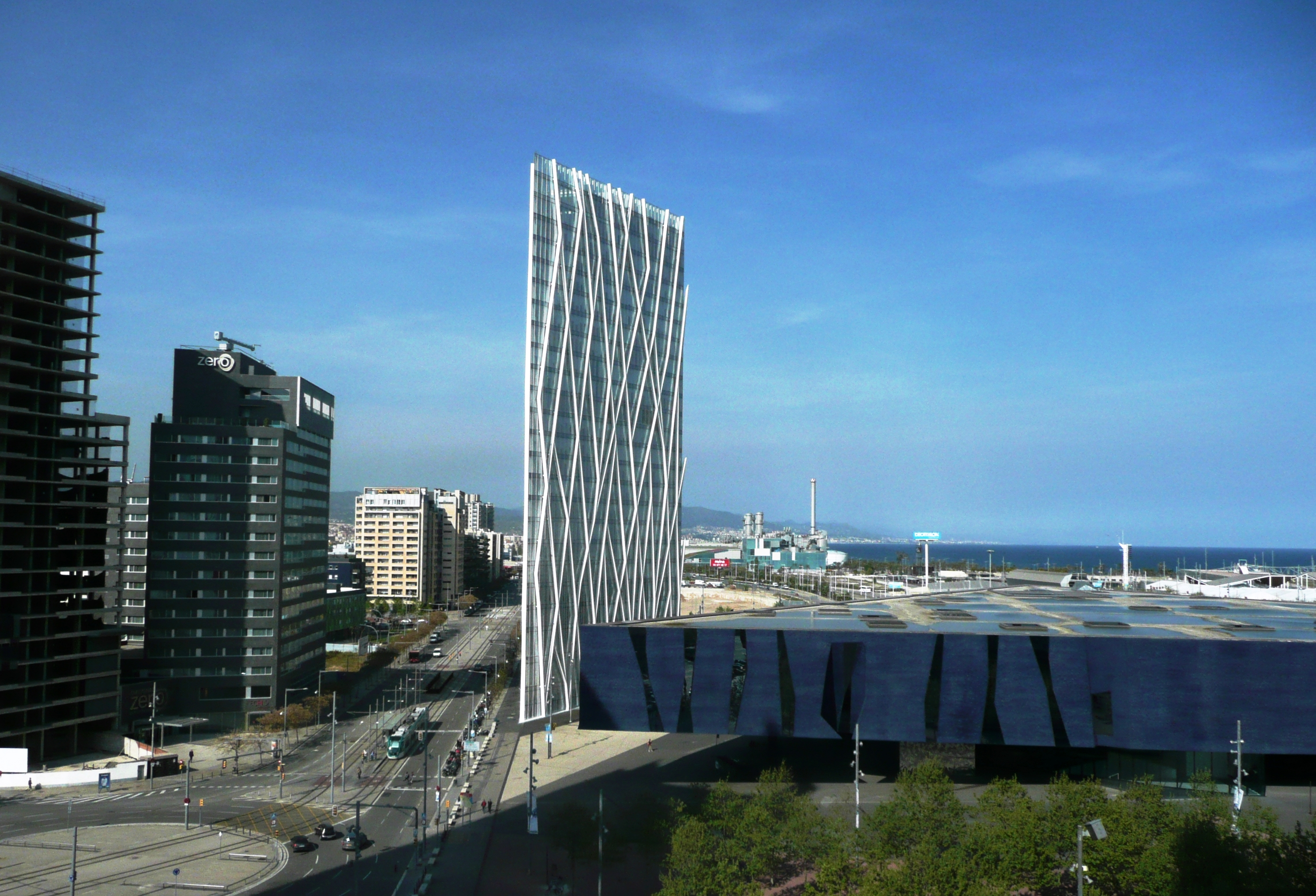
7. Barcelona

Esta é uma lista das aglomerações urbanas mais populosas de língua espanhola, que superam 1 milhão de habitantes em 1 de janeiro de 2010, ordenadas de acordo com os cálculos estatísticos da publicação das Nações Unidas World Urbanization Prospects, para posibilitar efeitos comparativos. Junto aos quais oferecem-se as estimativas mais recentes publicadas pelos organismos oficiais de estatística de cada país:

## Áreas metropolitanas
| Nº. | Área Metropolitana      | País                 | População segundo Nações Unidas | População segundo outra fonte | Fonte |
| --- | ----------------------- | -------------------- | ------------------------------- | ----------------------------- | --- |
| 1   | Cidade do México        | México               | 19.319.000                      | 21.239.910                    | «Censo 2005». www.conapo.gob.mx |
| 2   | Buenos Aires            | Argentina            | 12.988.000                      | 12.548.638                    | «Est INDEC 30-06-2009» (PDF). www.indec.mecon.ar. Consultado em 21 de dezembro de 2011. Arquivado do original (PDF) em 9 de abril de 2014 |
| 3   | Bogotá D.C              | Colômbia             | 9.769.000                       | 9.482.619                     | «Est DANE 30-06-2009». www.dane.gov.co |
| 4   | Lima                    | Peru                 | 7.262.000                       | 6.328.163                     | «Censo 2007» (PDF). censos.inei.gob.pe |
| 5   | Santiago de Chile       | Chile                | 5.883.000                       | 5.428.590                     | «INE 2005». www.ine.cl |
| 6   | Madrid                  | Espanha              | 5.567.000                       | 5.952.153                     | «Est AUDESS5 2007». alarcos.inf-cr.uclm.es. Consultado em 21 de dezembro de 2011. Arquivado do original em 20 de julho de 2011            |
| 7   | Barcelona               | Espanha              | 4.920.000                       | 4.481.559                     | «Est AUDESS5 2007». alarcos.inf-cr.uclm.es. Consultado em 21 de dezembro de 2011. Arquivado do original em 20 de julho de 2011            |
| 8   | Guadalajara             | México               | 4.403.000                       | 4.090.000                     | «Censo 2005». www.conapo.gob.mx |
| 9   | Monterrey               | México               | 3.738.077                       | 4.095.853                     | «Censo 2005». www.conapo.gob.mxsmall> |
| 10  | Medellín                | Colômbia             | 3.694.000                       | 3.396.757                     | «Est. DANE 30-06-2009». www.dane.gov.co                                                                                                   |
| 11  | Caracas                 | Venezuela            | 3.251.000                       | 5.380.668                     | «Est. INE 2009». www.ine.gob.ve |
| 12  | San Juan                | Porto Rico           | 3.230.000                       | 2.600.608                     | «Est Census Bureau 2007». www.census.gov. Consultado em 21 de dezembro de 2011. Arquivado do original em 13 de setembro de 2008           |
| 13  | Guayaquil               | Equador              | 3.220.000                       | 3.657.090                     | «Est INEC 2008». www.inec.gov.ec. Consultado em 21 de dezembro de 2011. Arquivado do original em 19 de setembro de 2009                   |
| 14  | Santiago de Cali        | Colômbia             | 3.201.000                       | 3.193.854                     | «Est DANE 30-06-2009». www.dane.gov.co |
| 15  | Puebla                  | México               | 3.105.000                       | 2.927.861                     | «Censo 2005». www.conapo.gob.mx |
| 16  | Guatemala               | Guatemala            | 3.075.000                       | 3.789.600                     | «Censo 2002». www.ine.gob.gt |
| 17  | Maracaibo               | Venezuela            | 2.999.000                       | 3.754.183                     | «Est INE 2009». www.ine.gob.ve |
| 18  | Santo Domingo           | República Dominicana | 2.998.000                       | 3.264.174                     | «Censo 2002». celade.cepal.org |
| 19  | Barranquilla            | Colômbia             | 2.467.000                       | 2.372.397                     | «Est DANE 30-06-2009». www.dane.gov.co |
| 20  | Quito                   | Equador              | 2.301.000                       | 2.220.764                     | «Est INEC 2008». www.inec.gov.ec. Consultado em 21 de dezembro de 2011. Arquivado do original em 19 de setembro de 2009                   |
| 21  | Valencia                | Venezuela            | 1.770.000                       |                               | |
| 22  | Tijuana                 | México               | 1.664.000                       | 1.575.026                     | «Censo 2005». www.conapo.gob.mx |
| 23  | Santa Cruz de la Sierra | Bolívia              | 1.649.000                       | 2.100.000                     | «Est. INE 2009». www.ine.gov.bo |
| 24  | Assunção                | Paraguai             | 2.098.000                       | 1.953.763                     | «Censo 2002». www.dgeec.gov.py |
| 25  | Valencia                | Espanha              | 1.758.000                       | 1.839.201                     | «Est AUDESS5 2007». alarcos.inf-cr.uclm.es. Consultado em 21 de dezembro de 2011. Arquivado do original em 20 de julho de 2011            |
| 26  | La Paz                  | Bolivia              | 1.642.000                       | 2.003.368                     | «Est INE 2009». www.ine.gov.bo |
| 27  | Montevidéu              | Uruguai              | 1.663.000                       |                               | |
| 28  | Toluca                  | México               | 1.582.000                       |                               | |
| 29  | León                    | México               | 1.571.000                       | 1.584.337                     | «Conteo 2005». www.conapo.gob.mx |
| 30  | Guatemala               | Guatemala            | 3.075.000                       | 3.789.600                     | «Censo 2002». www.ine.gob.gt |
| 31  | Córdoba                 | Argentina            | 1.493.000                       | 1.733.404                     | «Est INDEC 30-06-2009» (PDF). www.indec.mecon.ar. Consultado em 21 de dezembro de 2011. Arquivado do original (PDF) em 9 de abril de 2014 |
| 32  | La Habana               | Cuba                 | 3.100.000                       | 2.896.617                     | «Est ONE 2007». www.one.cu. Consultado em 21 de dezembro de 2011. Arquivado do original em 22 de fevereiro de 2012                        |
| 33  | Ciudad Juárez           | México               | 1.394.000                       | 1.313.338                     | «Censo 2005». www.conapo.gob.mx |
| 34  | Panamá                  | Panamá               | 1.346.000                       |                               | |
| 35  | Rosário                 | Argentina            | 1.231.000                       | 1.390.892                     | «Est INDEC 30-06-2009» (PDF). www.indec.mecon.ar. Consultado em 21 de dezembro de 2011. Arquivado do original (PDF) em 9 de abril de 2014 |
| 36  | Torreón                 | México               | 1.199.000                       | 1.110.890                     | «Censo 2005». www.conapo.gob.mx |
| 37  | Barquisimeto            | Venezuela            | 1.180.000                       |                               | |
| 38  | Bucaramanga             | Colômbia             | 1.192.000                       | 1.255.331                     | «Censo DANE 2005» (PDF). www.dane.gov.co                                                                                                  |
| 39  | San Salvador            | El Salvador          | 1.534.000                       | 2.227.808                     | «Censo 2007». www.digestyc.gob.sv |
| 40  | Maracay                 | Venezuela            | 1.057.000                       |                               | |
| 41  | San Luis Potosí         | México               | 1.049.000                       | 957.753                       | «Conteo 2005». www.conapo.gob.mx |
| 42  | Querétaro               | México               | 1.031.000                       | 950.828                       | «Censo 2005». www.conapo.gob.mx |
| 43  | Mérida                  | México               | 1.015.000                       |                               | |
| 44  | Tegucigalpa             | Honduras             | 1.000.000                       | 1.180.676                     | «Censo 2001» (PDF). www.ine-hn.org. Consultado em 21 de dezembro de 2011. Arquivado do original (PDF) em 13 de novembro de 2009           |

### Áreas metropolitanas por número de hispânicos nos Estados Unidos
Apesar que nenhuma destas cidades serem consideradas hispânicas por ser de maioria de língua inglesa, nos Estados Unidos há 8 áreas metropolitanas que sobrepassam 1 milhão de hispânicos falantes, segundo dados oficiais do Censo dos Estados Unidos de 2010. A seguinte tabela está apenas para comparação.

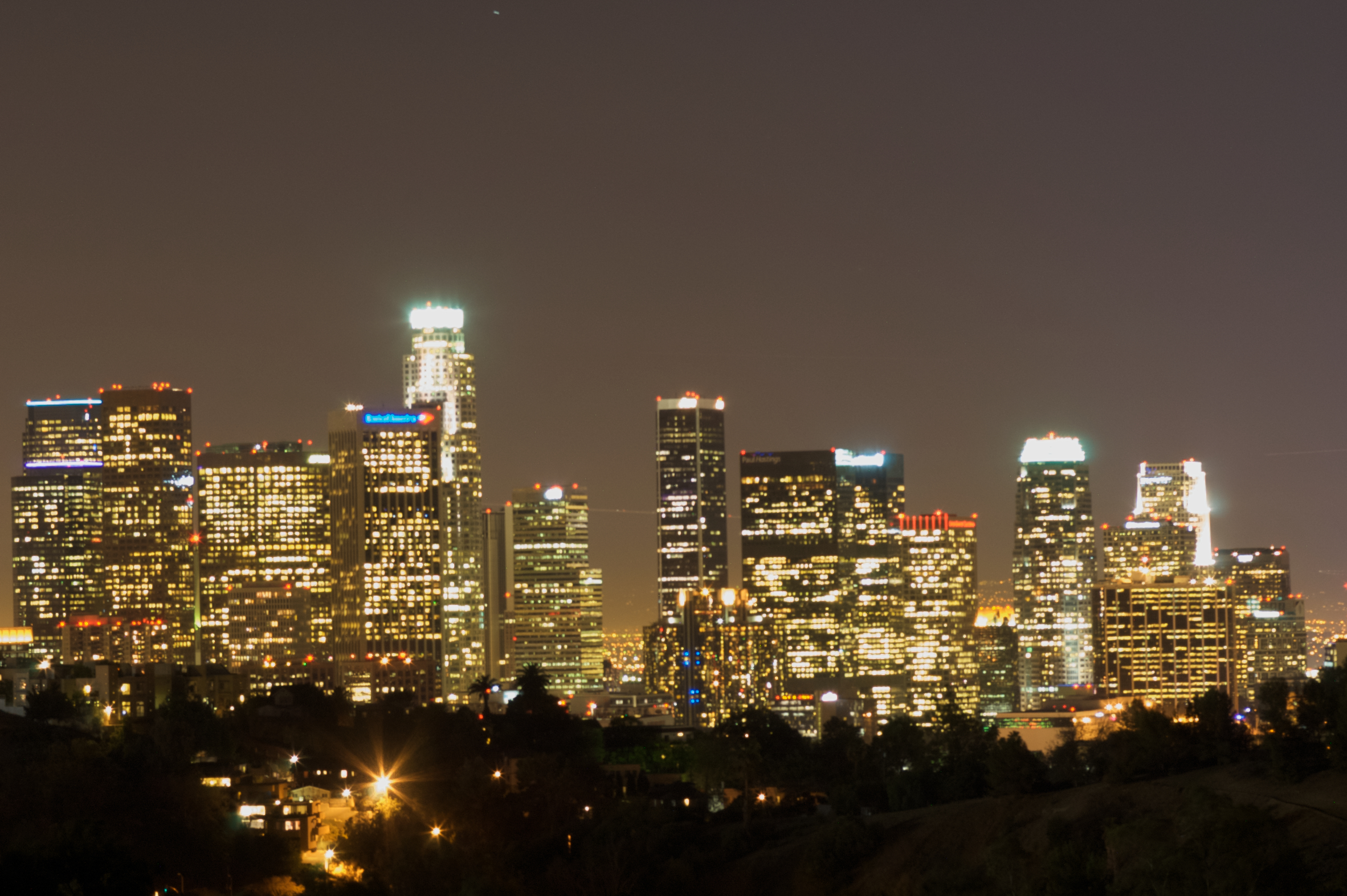
Centro de Los Angeles de noite.

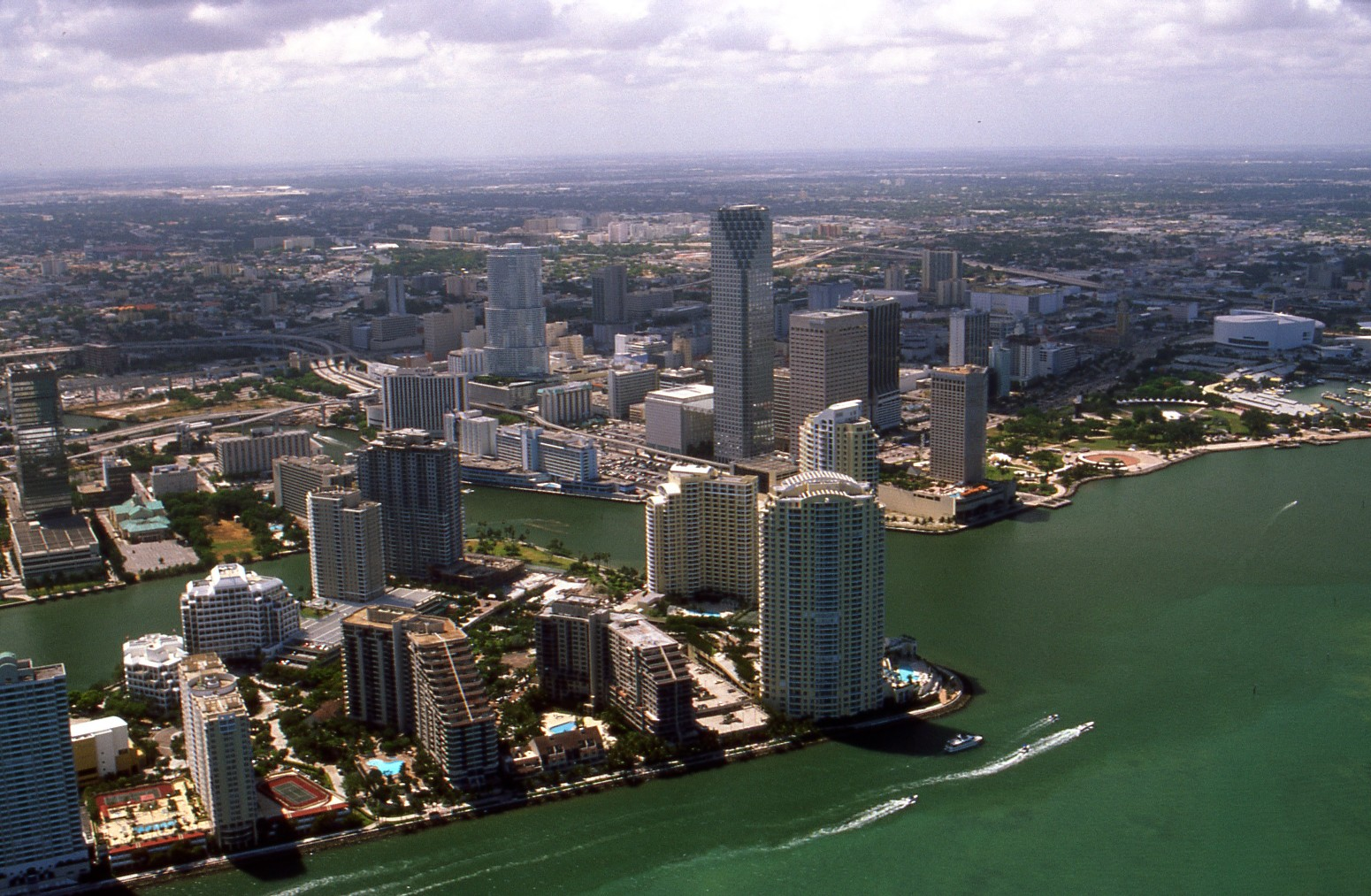
Vista área de Miami.

| Nº. | Área Metropolitana                        | População hispânica | População total | % de população hispânica | Fonte  |
| --- | ----------------------------------------- | ------------------- | --------------- | ------------------------ | ------ |
| 1   | Grande Los Angeles                        | 8.028.831           | 17.877.006      | 44,9%                    | [ 3 ]  |
| 2   | Região Metropolitana de Nova Iorque       | 4.790.542           | 22.085.649      | 21,6%                    | [ 4 ]  |
| 3   | Miami-Fort Lauderdale-Pompano Beach       | 2.312.929           | 5.563.822       | 41,6%                    | [ 5 ]  |
| 4   | Grande Houston                            | 2.099.412           | 5.946.800       | 35,3%                    | [ 6 ]  |
| 5   | Região Metropolitana de Chicago           | 1.957.080           | 9.461.105       | 20,7%                    | [ 7 ]  |
| 6   | Região Metropolitana de Dallas-Fort Worth | 1.752.166           | 6.371.773       | 27,5%                    | [ 8 ]  |
| 7   | Região metropolitana de Phoenix           | 1.235.718           | 4.192.887       | 29,5%                    | [ 9 ]  |
| 8   | Região Metropolitana de San Antonio       | 1.158.148           | 2.142.508       | 54,1%                    | [ 10 ] |
| 9   | Região Metropolitana de Sab Diego         | 991.348             | 3.095.313       | 32%                      | [ 11 ] |
| 10  | Área da Baía de São Francisco             | 938.794             | 4.335.391       | 21,6%                    | [ 12 ] |

## Ligações externos
- Aglomerações urbanas das Nações Unidas para 2007 (en inglés)